# Revisión por pares

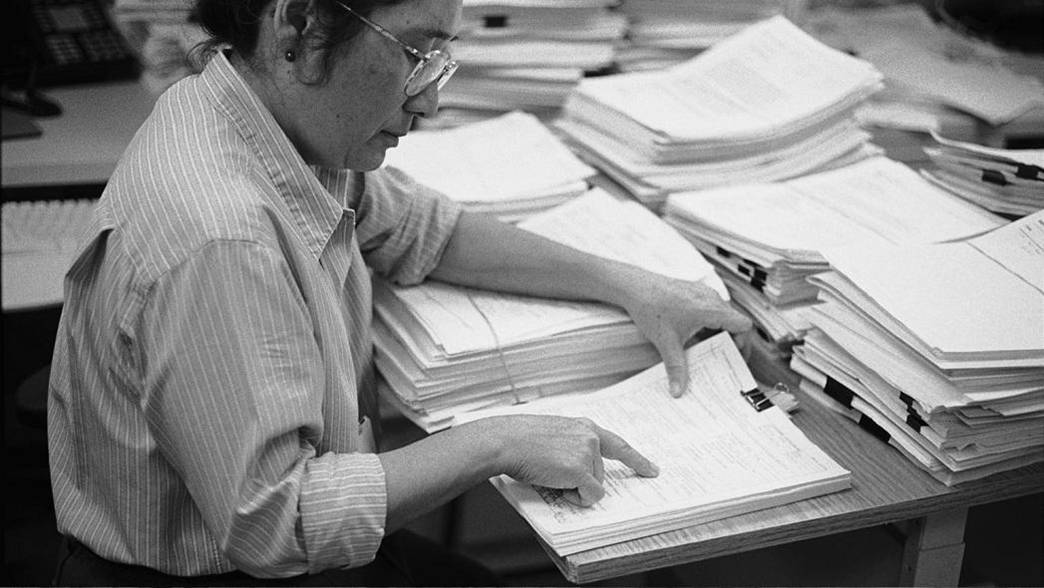
Un revisor de los Institutos Nacionales de Salud estadounidenses que evalúa una propuesta de subvención.

La revisión por pares o arbitraje es una evaluación usada para valorar trabajos escritos realizada por una o más personas con competencias similares a los productores del trabajo (expertos) pero que no forman parte del personal editorial del trabajo a evaluar, con el fin de asegurar la calidad, factibilidad y rigor científico del trabajo. Funciona como una forma de autorregulación de miembros calificados de una profesión dentro del campo relevante. Los métodos de revisión por pares se utilizan para determinar los estándares de calidad técnica y científica, proporcionar credibilidad y corregir los artículos originales escritos por los investigadores.
En el ámbito académico, los historiadores de la ciencia suelen considerar al sistema de publicación mediante peer-review como una parte importante del progreso que ha experimentado la ciencia desde el siglo XIX. Muchos científicos, sobre todo en el área de las ciencias experimentales, lo consideran un componente imprescindible de la actividad científica. Dicho de otro modo, sin este sistema muchos científicos consideran que el avance de la ciencia se vería en peligro, porque no sería fácil distinguir los artículos de calidad de aquellos que son meras repeticiones de cosas ya descubiertas, o incluso diferenciar entre los mejores trabajos y aquellos que contengan graves errores o malas prácticas. Sin embargo, la revisión por pares no está exenta de fallos ni problemas. Por ejemplo, a veces las decisiones editoriales (de rechazo o de aceptación) son erróneas. El proceso de evaluación no es infalible, y casi cada año salta algún escándalo en forma de artículos ya publicados que deben ser retirados porque se han descubierto a posteriori malas prácticas en el mismo, desde datos falsificados hasta plagios o conflictos de interés. La revisión por pares se puede clasificar por el tipo de actividad y por el campo o la profesión en la que se realiza la actividad, por ejemplo, la revisión médica por pares.

## Profesional
La revisión profesional por pares se centra en el desempeño de profesionales, con miras a mejorar la calidad, mantener los estándares o proporcionar certificación. Henry Oldenburg (1619-1677) fue un filósofo británico nacido en Alemania que es visto como el «padre» de la revisión científica moderna por pares.
La revisión profesional por pares es común en el campo de la atención médica, donde generalmente se denomina revisión clínica por pares. Además, dado que la actividad de revisión por pares se segmenta comúnmente por disciplina clínica, también hay revisión por pares médicos, revisión por pares de enfermería, revisión por pares en odontología, etc. Muchos otros campos profesionales tienen cierto nivel de proceso de revisión por pares: contabilidad, derecho, ingeniería (por ejemplo, revisión por pares de software, revisión técnica por pares), aviación e incluso gestión de incendios forestales.

## Académica
La revisión académica por pares (también conocida como arbitraje) es el proceso de someter el trabajo académico, la investigación o las ideas de un autor al escrutinio de otros expertos en el mismo campo, antes de que se publique un artículo que describe este trabajo en una revista, actas de conferencias o como un libro. La revisión por pares ayuda al editor (es decir, al editor en jefe, al consejo editorial o al comité del programa) a decidir si el trabajo debe ser aceptado, considerado aceptable con revisiones o rechazado. 
La revisión por pares requiere una comunidad de expertos en un campo determinado (y a menudo estrechamente definido), que estén calificados y puedan realizar una revisión razonablemente imparcial. La revisión por pares generalmente se considera necesaria para la calidad académica y se utiliza en la mayoría de las principales publicaciones académicas, pero de ninguna manera impide la publicación de investigaciones no válidas. Se han asimismo identificado debilidades en las prácticas comunes de revisión por pares, lo que lleva a los críticos a argumentar en favor de reformas.

## En el desarrollo de software
Diferentes métodos de desarrollo de software incluyen etapas que comprenden arbitraje. Incluyen definición de requerimientos, diseño detallado y desarrollo de código. Uno de los enfoques muy rigurosos es el denominado inspección de software. En el movimiento del software libre se utiliza un procedimiento semejante al arbitraje, pues quien desee puede revisar, criticar y mejorar el software.
En este contexto, para la función del arbitraje existe una homóloga: la ley de Linus, que generalmente se expresa así: «Dados suficientes ojos, todo error es superficial». Esto se interpreta como «Con suficientes revisores, cualquier problema puede resolverse fácilmente». Eric S. Raymond, en su libro La catedral y el bazar, reflexiona acerca de los beneficios de la aplicación del arbitraje en el desarrollo de software, en virtud de que permite encontrar defectos mucho más rápidamente que por testing o por informes de los usuarios acerca de errores. Esto minimiza tiempo, esfuerzo y los costes inherentes.

### En español
- Revisión por pares y la aceptación de nuevas ideas científicas (archivo PDF voluminoso)
- Proceso de revisión por pares, perspectivas y el próximo paso

- Datos: Q215028
- Multimedia: Peer review / Q215028